# 대리주의
대리주의란 혁명정당과 노동계급 사이의 관계에서 전자가 후자의 해방자인양 행사하는 상황을 일컫는 마르크스주의 용어다. 이는 "사회주의는 노동계급의 자기해방"이라는 정통적 마르크스주의의 견해와 상반된다. 이 용어는 1904년 레온 트로츠키가 레닌의 당의 개념에 결함이 있다고 경고하기 위해 최초로 사용했다.

## 같이 보기
- 마오주의
- 영구혁명
- 스탈린주의
- 국가자본주의
- 전위당론